# E3 Magazine
E3 Magazine är större tidning inom EMC, ESD och Elsäkerhet. 
Tidningen är kostnadsfri och grundades 1996 av Ulf Nilsson.
E3 Magazine riktar sig till beslutsfattare, inköpare, konstruktörer, tillverkare, installatörer och provnare av utrustning inom el- och elektronik. Upplagan (2006) är 9500 och distribueras 4 gånger/år till namngivna adressater.
E3 Magazine är officiell mediapartner till E3 Konferens & Mässa.